# Mariella Farré
Gabriella Filomeno, beter bekend als Mariella Farré (Thurgau, 1963), is een Zwitsers zangeres.

## Biografie
Mariella Farré werd geboren in het kanton Thurgau uit een Zwitserse en een Italiaanse ouder, en groeide samen met haar drie broers en zussen op in Schaffhausen. In 1981 nam ze deel aan de Zwitserse voorronde voor het Eurovisiesongfestival. Met het nummer Una cosa meravigliosa werd ze uitgeschakeld in de voorrondes. Twee jaar later zou ze wederom haar kans maken. Met Io così non ci sto won ze de finale, waardoor ze Zwitserland mocht vertegenwoordigen op het Eurovisiesongfestival 1983, in München. Daar eindigde ze als vijftiende. Twee jaar later nam ze nogmaals deel aan de nationale preselectie, dit keer met twee nummers. Oh, mein Pierrot eindigde als zevende. Piano, piano, een duet met Pino Gasparini, ging met de zegepalm aan de haal. Op het Eurovisiesongfestival 1985 in Göteborg eindigde Zwitserland als twaalfde.
Nadien zou Farré zich gaan toeleggen op dans en choreografie. Ze bezit twee dansscholen, in Brugg en Wohlen.
1956: Lys Assia + Lys Assia · 
1957: Lys Assia · 
1958: Lys Assia · 
1959: Christa Williams · 
1960: Anita Traversi · 
1961: Franca di Rienzo · 
1962: Jean Philippe · 
1963: Esther Ofarim · 
1964: Anita Traversi · 
1965: Yovanna · 
1966: Madeleine Pascal · 
1967: Géraldine · 
1968: Gianni Mascolo · 
1969: Paola · 
1970: Henri Dès · 
1971: Peter, Sue & Marc · 
1972: Véronique Müller · 
1973: Patrick Juvet · 
1974: Piera Martell · 
1975: Simone Drexel · 
1976: Peter, Sue & Marc · 
1977: Pepe Lienhard Band · 
1978: Carole Vinci · 
1979: Peter, Sue & Marc & Pfuri, Gorps & Kniri · 
1980: Paola · 
1981: Peter, Sue & Marc · 
1982: Arlette Zola · 
1983: Mariella Farré · 
1984: Rainy Day · 
1985: Mariella Farré & Pino Gasparini · 
1986: Daniela Simmons · 
1987: Carol Rich · 
1988: Céline Dion · 
1989: Furbaz · 
1990: Egon Egemann · 
1991: Sandra Simó · 
1992: Daisy Auvray · 
1993: Annie Cotton · 
1994: Duilio · 
1996: Kathy Leander · 
1997: Barbara Berta · 
1998: Gunvor · 
2000: Jane Bogaert · 
2002: Francine Jordi · 
2004: Piero Esteriore & The MusicStars · 
2005: Vanilla Ninja · 
2006: Six4one · 
2007: DJ BoBo · 
2008: Paolo Meneguzzi · 
2009: Lovebugs · 
2010: Michael von der Heide · 
2011: Anna Rossinelli · 
2012: Sinplus · 
2013: Takasa · 
2014: Sebalter · 
2015: Mélanie René · 
2016: Rykka · 
2017: Timebelle · 
2018: ZiBBZ · 
2019: Luca Hänni · 
2021: Gjon's Tears · 
2022: Marius Bear · 
2023: Remo Forrer · 
2024: Nemo · 
2025: Zoë Më
- Gemeinsame Normdatei: 13437066X
- MusicBrainz: b5f71a7a-333d-42ee-8533-af2f09e886a2
- Virtual International Authority File: 79595511
- WorldCat: E39PBJpdWcQgrVqJTyTfpDdRKd